# 1846
1846 (MDCCCXLVI) var ett normalår som började en torsdag i den gregorianska kalendern och ett normalår som började en tisdag i den julianska kalendern.

## Händelser

### Januari
- Januari – Den franske missionären och äventyraren Évariste Régis Huc anländer till Lhasa, som då är stängt för västerländska besökare.
- 16 januari – Åmål ödeläggs av en brand.[1]

### Februari
- 10 februari – Många mormoner börjar flytta från Nauvoo, Illinois till Great Salt Lake ledda av Brigham Young.

### Mars
- 3 mars – Österrike annekterar Krakow.[2]
- 21 mars - patentansökan Saxofonen,[3] Adolphe Sax,[4] beviljas 22 juni (Frankrike, Brevet d'invention no 3226 du 21 mars 1846)

### April
- 25 april – Brand i Kungsbacka.[1]

### Juni
- 13 juni – USA förklarar krig mot Mexiko.[5]

Republiken Kalifornien.

- 14 juni – Kalifornien bryter sig loss från Mexiko och blir självständig republik.[6]
- 16 juni – Sedan Gregorius XVI har avlidit den 1 juni väljs Giovanni Maria Mastai-Ferretti till påve och tar namnet Pius IX.

### Juli
- 9 juli – USA annekterar Kalifornien.[6]

### September
- 18 september – Sittande Manuel Bulnes väljs om vid presidentvalet i Chile.

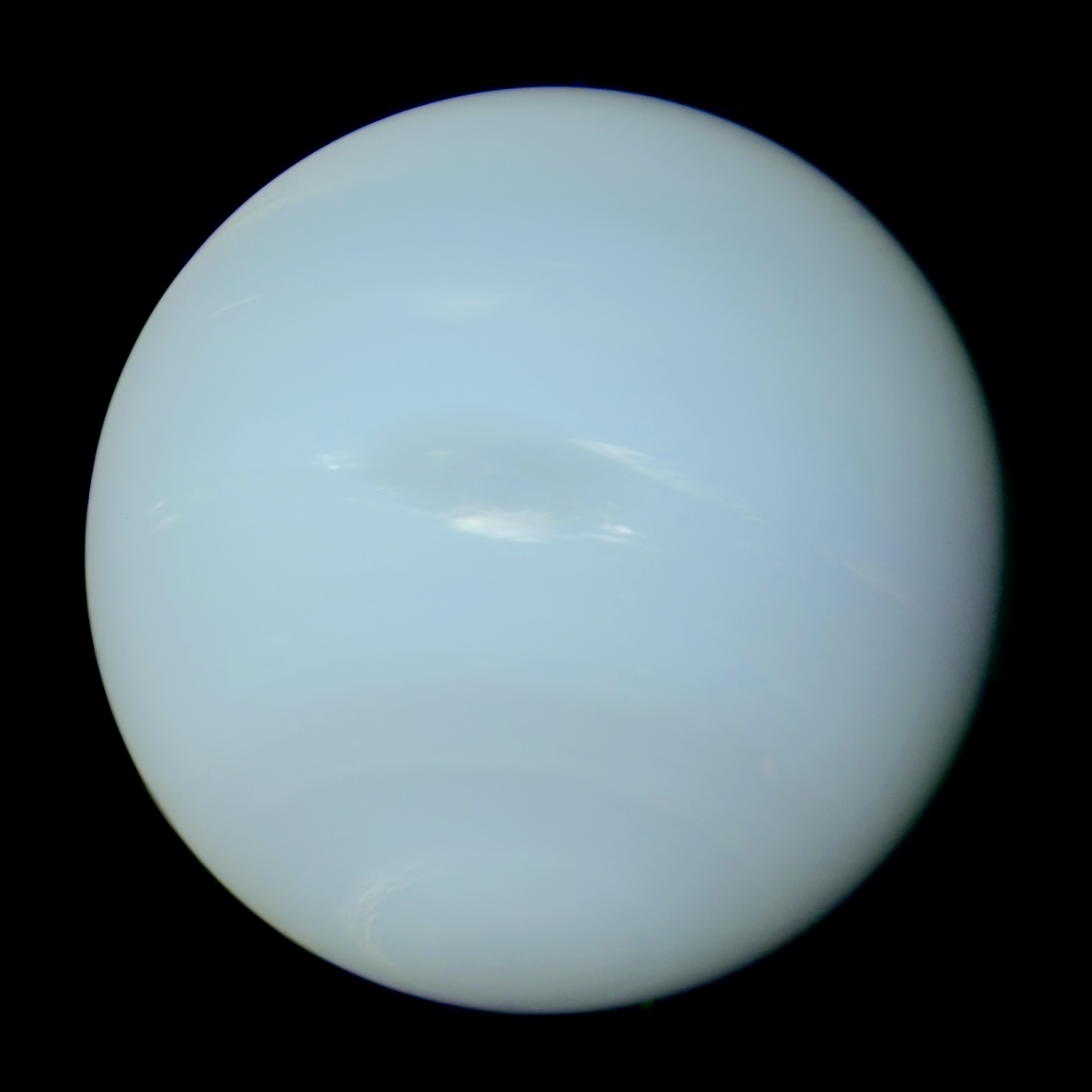
Neptunus.

- 23 september – Planeten Neptunus upptäcks.

### December
- 28 december – Iowa blir den 29:e delstaten att ingå i den amerikanska unionen.[7]

### Okänt datum

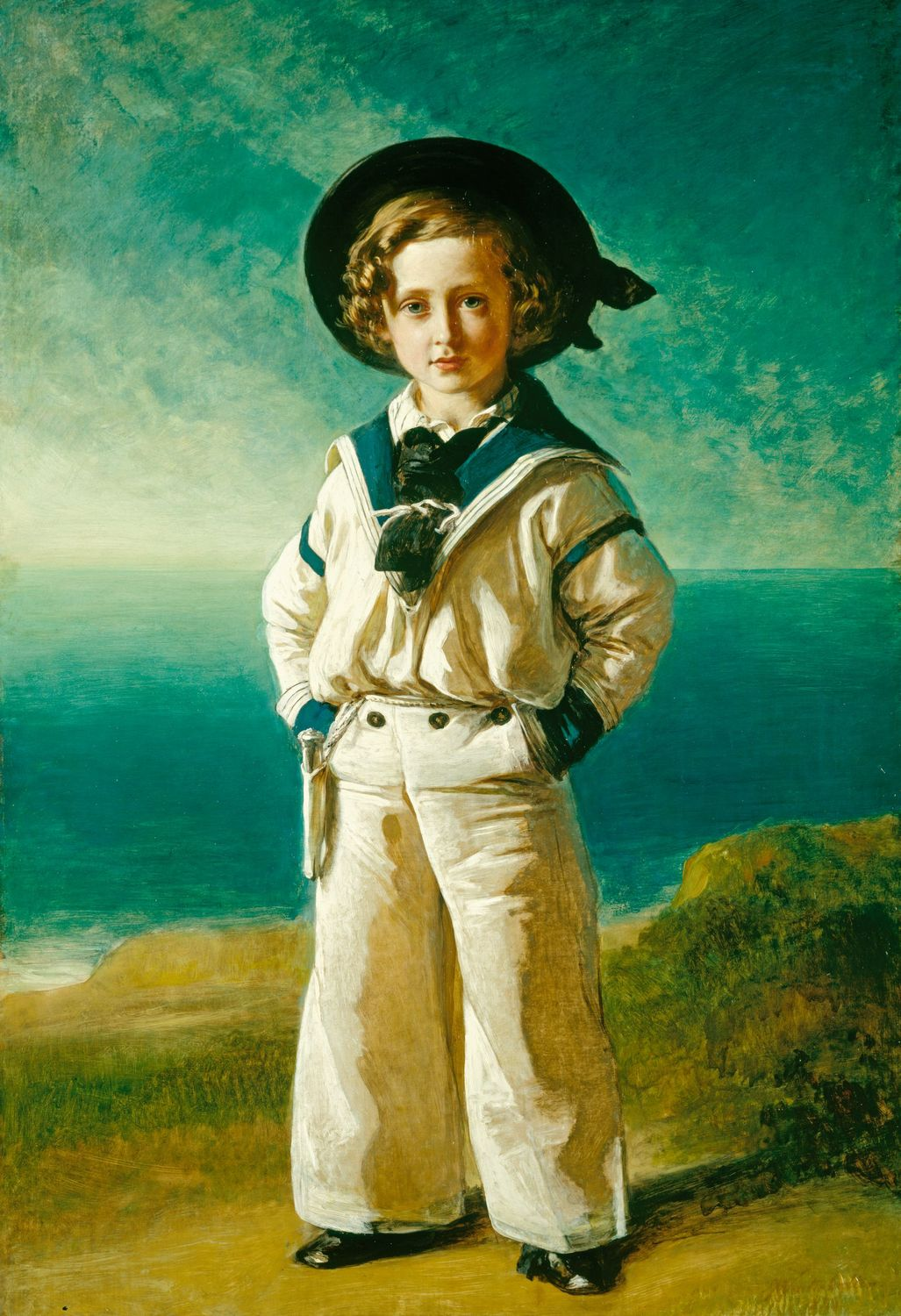
Prins Prins Albert Edward av Storbritannien, avmålad i sjömanskostym.

- Fyraårige Prins Albert Edward av Storbritannien avmålas i sjömanskostym[8], och plagget slår igenom som finkläder för barn.
- Skråväsendet avskaffas med införandet av 1846 års Fabriks- och hantverksförordning.[9] Skråna får inte längre styra priserna och kontrollera marknaden. Förbudet mot handeln på landsbygden minskas, så att handel får bedrivas på ett avstånd tre mil och mer från närmsta stad. Begränsningar för brukens produktion upphävs.
- Det första svenska gasverket anläggs i Göteborg och Sveriges första gatlyktor tänds i staden.
- Svenska änkor, frånskilda eller ogifta kvinnor tillåts arbeta inom hantverk och viss handel.
- Säkerhetständstickan, "Tändas endast på lådans plån", uppfinns av professor Gustaf Erik Pasch vid Jönköpings Tändsticksfabrik.
- Predikanten Erik Jansson utvandrar av religiösa skäl med tusentalet hälsingebor till Amerika och grundar där staden Bishop Hill (döpt efter hemsocknen Biskopskulla socken).
- Fredrik August Dahlgrens folklust- och sångspel Wermlänningarne uppförs på Operan.
- Sveriges första sameskola invigs i byn Laxsjö i Krokoms kommun, Jämtlands län.
- Skråväsendet avskaffas i Sverige genom den nya Fabriks- och hantverksordningen. De före detta skråna omvandlades till hantverksföreningar med uppgift att granska yrkeskompetensen hos de som ansökte hos magistraten om att bedriva en borgerlig näring: de ansökande fick fortfarande gå som lärling, avlägga mästarprov och ansöka om burskap, med förbudet mot att bedriva flera hantverk försvann. Myndiga kvinnor (myndigförklarade ogifta kvinnor, änkor och frånskilda) fick rätten att fritt ansöka om att bedriva ett hantverksyrke utan burskap, och gifta kvinnor fick rätten att göra detsamma med makens tillstånd.[10]
- Den nya Handelsordningen slopar skillnaden mellan minuthandel och grosshandel, ersätter handelsskråna med handelsföreningar, och ger alla män vid 21 år rätt att ansöka om att bedriva handel om de kan de fyra räknesätten och korrekt bokföring: kvinnor får samma rätt om de myndigförklaras (som ogifta) eller får makens tillstånd (som gifta), men deras handelsrätt begränsas fortfarande till vissa varor som anses passande för dem och behovsprövningen blir i praktiken fortsatt viktig.[11]
- Den højere Dannelsesanstalt for Damer, den första högskolan för kvinnor, öppnas i Danmark.

## Födda

### Första kvartalet

#### Januari
- 30 januari – F.H. Bradley, brittisk filosof. (död 1924)

#### Februari
- 3 februari – Judson Harmon, amerikansk demokratisk politiker, USA:s justitieminister 1895–1897. (död 1927)
- 26 februari – Buffalo Bill, amerikansk buffeljägare. (död 1917)
- 27 februari – Simon Bamberger, tysk-amerikansk politiker, guvernör i Utah 1917–1921. (död 1926)

#### Mars
- 16 mars – Gösta Mittag-Leffler, svensk matematiker. (död 1927)

### Andra kvartalet

#### April
- 5 april – Siegmund Exner, österrikisk fysiolog. (död 1926)
- 7 april – Jon Flatabø, norsk författare. (död 1930)
- 28 april – Oskar Backlund, svensk astronom. (död 1916)

#### Maj
- 5 maj – Lars Magnus Ericsson, svensk uppfinnare, grundare av Ericsson-koncernen. (död 1926)
- 25 maj – Naim Frashëri, albansk poet. (död 1900)
- 29 maj – Albert Apponyi, ungersk aristokrat och politiker. (död 1933)

#### Juni
- 25 juni – LeBaron B. Colt, amerikansk republikansk politiker och jurist, senator 1913–1924. (död 1924)
- 27 juni – Charles Stewart Parnell, irländsk politiker. (död 1891)
- 30 juni – Riccardo Drigo, italiensk tonsättare och dirigent. (död 1930)

### Tredje kvartalet

#### Juli
- 4 juli – S.W.T. Lanham, amerikansk demokratisk politiker, guvernör i Texas 1903–1907. (död 1908)
- 7 juli – Percival Clement, amerikansk politiker, guvernör i Vermont 1919–1921. (död 1927)
- 19 juli – Edward Charles Pickering, amerikansk astronom. (död 1919)

#### Augusti
- 2 augusti – George P. Wetmore, amerikansk republikansk politiker, guvernör i Rhode Island 1885–1887, senator 1895–1907 och 1908–1913. (död 1921)
- 11 augusti – James Hoge Tyler, amerikansk demokratisk politiker, guvernör i Virginia 1898–1902. (död 1925)
- 15 augusti – Albert J. Hopkins, amerikansk republikansk politiker, senator 1903–1909. (död 1922)
- 28 augusti – Francis G. Newlands, amerikansk demokratisk politiker, senator 1903–1917. (död 1917)

#### September
- 18 september – Bernhard Riedel, tysk kirurg. (död 1916)
- 18 september – Sophie Alberti, dansk kvinnorättsaktivist. (död 1947)

### Fjärde kvartalet

#### Oktober
- 3 oktober – Samuel Jean de Pozzi, fransk gynekolog. (död 1918)
- 6 oktober – George Westinghouse, amerikansk ingenjör och företagsledare. (död 1914)
- 21 oktober – Edmondo De Amicis, italiensk författare. (död 1908)
- 28 oktober – Louis E. McComas, amerikansk republikansk politiker och jurist, senator 1899–1905. (död 1907)

#### November
- 3 november – Ernst Koerner, tysk målare. (död 1927)
- 5 november – Edward Singleton Holden, amerikansk astronom. (död 1914)
- 7 november – Ignaz Brüll, österrikisk kompositör och pianist. (död 1907)
- 22 november – Alfred Stern, tysk historiker. (död 1936)
- 23 november – Ernst von Schuch, österrikisk dirigent. (död 1914)

#### December
- 17 december – Max von Hausen, tysk militär och politiker. (död 1922)
- 21 december – Hermann Ahlwardt, tysk politiker. (död 1914)
- 22 december – Oscar Alin, svensk historiker, statsvetare och politiker. (död 1900)
- 27 december – David Marston Clough, amerikansk republikansk politiker, guvernör i Minnesota 1895–1899. (död 1924)
- 29 december – Maurice Rollinat, fransk poet. (död 1903)
- 31 december – Ferdinand Domela Nieuwenhuis, nederländsk politiker. (död 1919)

## Avlidna

### Första kvartalet

#### Januari
- 28 januari – Sara Wacklin, 55, finländsk författare.

#### Februari
- 3 februari – Joseph Weigl, 79, tysk-österrikisk kompositör.
- 21 februari – Ninko, 45, japansk kejsare 1817–1846.

#### Mars
- 17 mars – Friedrich Wilhelm Bessel, 61, tysk matematiker och astronom.

### Andra kvartalet

#### April
- 16 april – Domenico Dragonetti, 83, italiensk musiker.

#### Maj
- 12 maj – Maria Medina Coeli, 82, italiensk forskare.

#### Juni
- 1 juni – Gregorius XVI, född Bartolommeo Alberto Cappellari, 80, påve sedan 1831.

### Tredje kvartalet

#### Juli
- 25 juli – Louis Bonaparte, 67, kung av Kungariket Holland 1806–1810, yngre bror till Napoleon I.

#### Augusti
- 7 augusti – Christian Heinrich Rinck, 76, tysk kompositör och organist.
- 10 augusti
  - Johann Simon Hermstedt, 67, tysk klarinettist.
  - Christian Ludwig Ideler, 79, tysk astronom.
- 23 augusti – Elias P. Seeley, 54, amerikansk politiker, guvernör i New Jersey 1833.
- 24 augusti – Adam Johann von Krusenstern, 75, balttysk upptäcktsresande och geograf.
- 25 augusti – Giuseppe Acerbi, 73, italiensk upptäcktsresande och reseskildrare.
- 27 augusti – Gottfried Wilhelm Fink, 63, tysk kompositör och musikskriftställare.
- 31 augusti – Walter Bowne, 75, amerikansk politiker, borgmästare i New York 1829–1833.

#### September
- 16 september – Andreas Kim Taegon, 25, koreansk romersk-katolsk präst och martyr, helgon.
- 26 september – Thomas Clarkson, 86, brittisk abolitionist.

### Fjärde kvartalet

#### Oktober
- 18 oktober – Erik Wallensköld, 67, finländsk ämbetsman.

#### November
- 2 november – Esaias Tegnér, 63, svensk författare och biskop, ledamot av Svenska Akademien från 1819.

#### December
- 18 december – Emilie Högqvist, 34, svensk skådespelare.
- 21 december – Auguste Bouquet, 36, fransk konstnär och satiriker.
- 29 december – Alexander Barrow, 45, amerikansk politiker, senator 1841–1846.

### Fotnoter
1. 1 2  ”Värmlands brandhistoriska klubb”. Arkiverad från originalet den 12 oktober 2011. https://www.webcitation.org/62NB7kO36?url=http://www.brandhistoriska.org/olyckor_se.html. Läst 6 mars 2011.
2. ↑  ”World Statesmen (läst 5 april 2011)”. http://www.worldstatesmen.org/Poland.htm.
3. ↑   Le Saxophone, GAM nr 115, 23 dec 1987, s II, 10. Laboratoire d'acoustique, Universite Paris /lam.jussieu.fr (läst 17 maj 2025)
4. ↑   Adolphe Sax, Sax /basssax.com (läst 17 maj 2025)
5. ↑  ”USA:s militära insatser i utlandet 1798-2004”. Arkiverad från originalet den 12 oktober 2011. https://www.webcitation.org/62NCLaa95?url=http://www.history.navy.mil/library/online/forces.htm.
6. 1 2  World Statesmen
7. ↑  ”World Statesmen (läst 3 april 2011)”. http://www.worldstatesmen.org/US_states_V-W.html#Iowa.
8. ↑  ”Sjömanskostymen”. Ny teknik. 10 maj 2000. Arkiverad från originalet den 26 november 2011. https://web.archive.org/web/20111126184102/http://www.nyteknik.se/popular_teknik/kaianders/article271647.ece. Läst 26 september 2011.
9. ↑  ”Skråväsendet avskaffas och hantverksföreningar bildas”. Umeå Fabriks- & Hantverksförening. Arkiverad från originalet den 24 september 2015. https://web.archive.org/web/20150924024903/http://www.hantverksforeningen.se/150/Skravasendet_avskaffas_och_hantverksforeningar_bildas.html. Läst 22 november 2014.
10. ↑  Du Rietz, Anita, Kvinnors entreprenörskap: under 400 år, 1. uppl., Dialogos, Stockholm, 2013, s 270
11. ↑  Du Rietz, Anita, Kvinnors entreprenörskap: under 400 år, 1. uppl., Dialogos, Stockholm, 2013 s 270